# Boris Makojev
Boris Makojev (Chikolá, Rusia, 22 de enero de 1993) es un deportista eslovaco de origen osetio que compite en lucha libre.
Ganó dos medallas en el Campeonato Mundial de Lucha, en los años 2017 y 2022, y dos medallas en el Campeonato Europeo de Lucha, en los años 2020 y 2024.

## Palmarés internacional
| Campeonato Mundial | Campeonato Mundial | Campeonato Mundial | Campeonato Mundial |
| Año                | Lugar              | Medalla            | Categoría          |
| ------------------ | ------------------ | ------------------ | ------------------ |
| 2017               | París (Francia)    | Medalla de plata   | 86 kg              |
| 2022               | Belgrado (Serbia)  | Medalla de bronce  | 86 kg              |
| Campeonato Europeo |                    |                    |                    |
| Año                | Lugar              | Medalla            | Categoría          |
| 2020               | Roma (Italia)      | Medalla de bronce  | 86 kg              |
| 2024               | Bucarest (Rumania) | Medalla de plata   | 92 kg              |